# Hans Wilhelm Haussig

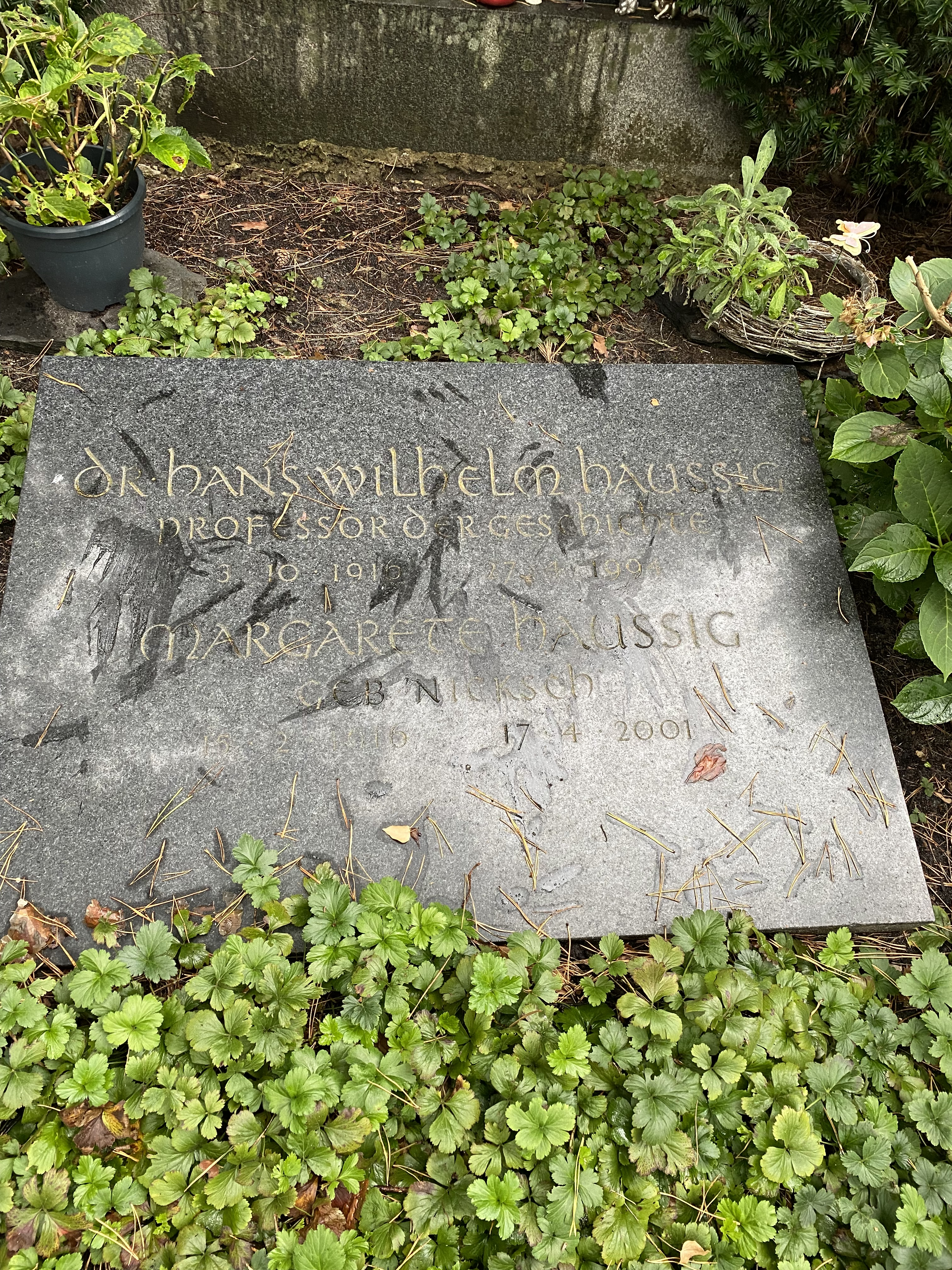
Grabstätte (Feld 009-11)

Hans Wilhelm Haussig (* 3. Oktober 1916 in Berlin; † 27. April 1994 ebenda) war ein deutscher Historiker mit den Fachgebieten Orientalistik und Byzantinistik. Er war von 1969 bis 1982 Professor für Geschichte Vorder- und Mittelasiens sowie Byzantinische Geschichte an der Ruhr-Universität Bochum. Haussig befasste sich insbesondere mit der Kulturgeschichte von Byzanz sowie der Geschichte Zentralasiens und der Seidenstraße in vorislamischer und islamischer Zeit.

## Leben
Hans Wilhelm Haussig wurde 1939 in Berlin mit einer Arbeit zum spätantiken Chronicon Tuscanense des Floridus promoviert. Er habilitierte sich im Jahr 1956 an der dortigen Freien Universität mit einer Schrift über Theophylakts Exkurs über die skythischen Völker. 1968 zum Professor für byzantinische Geschichte an die gleiche Universität berufen, übernahm er im Jahr darauf den Lehrstuhl für die Geschichte Vorder- und Mittelasiens sowie Byzantinistik an der Ruhr-Universität Bochum. 1982 wurde er emeritiert und kehrte wieder an die Freie Universität Berlin zurück, wo er in den gleichen Fachgebieten Vorlesungen als Honorarprofessor hielt. 1991 wurde er Ehrenmitglied der Societas Uralo-Altaica, einer internationalen uralistisch-altaistischen Forschungsgemeinschaft.
Hans Wilhelm Haussig starb 1994 im Alter von 77 Jahren in Berlin. Sein Grab befindet sich auf dem Waldfriedhof Dahlem.

## Forschung
Die Publikationen Haussigs befassen sich vor allem mit der Region rund um die Seidenstraße sowie der Kultur und Geschichte des byzantinischen Reiches. Besonders seine „Kulturgeschichte von Byzanz“ (1959) erlangte weite Verbreitung, erschien in mehreren Auflagen und wurde ins Englische, Französische, Italienische und Polnische übersetzt. Auch sein zweibändiges Werk zur Geschichte Zentralasiens und der Seidenstraße in vorislamischer und islamischer Zeit bis ins 13. Jahrhundert (1983/1988) ist bis heute von wissenschaftlicher Bedeutung durch die Berücksichtigung sowohl der vielfältigen europäischen, islamischen und chinesischen Quellen als auch der archäologischen Befunde.
Daneben war Hans-Wilhelm Haussig Herausgeber des umfangreichen „Wörterbuchs der Mythologie“, das seit 1965 im Verlag Klett-Cotta in Stuttgart erscheint. Unter seiner Leitung wurden die Bände zu den Mythenkreisen des Alten Orients (1965), des vorchristlichen Europa (1973), des indischen Subkontinents (1984) und der kaukasischen sowie iranischen Völker (1986) veröffentlicht. Gemeinsam mit Edward Tryarski erforschte er die alttürkischen Orchon-Runen; in Zusammenarbeit mit der Akademie der Wissenschaften zu Göttingen untersuchte er Handel und Ethnologie Osteuropas im Frühmittelalter. Mehrere Beiträge leistete er auch zum Reallexikon der Germanischen Altertumskunde und dem Handbuch der Orientalistik.
Insgesamt deckte Haussig also ein breites Spektrum an Forschungsfeldern ab, wobei sein Interesse neben den Charakteristika einzelner Kulturen auch den gegenseitigen Beeinflussungen und wechselseitigen Beziehungen der verschiedenen Gesellschaften galt. So schrieb der Althistoriker Manfred Clauss in einem Nachruf: „Hans Wilhelm Haussig war als Wissenschaftler ein Wanderer zwischen den Welten und den Kulturen. Seinen Arbeiten haftete manches Mal etwas Schillerndes an, wie es bei Grenzgängern mitunter nicht ausbleibt.“

## Werke
als Herausgeber
- Herodot: Historien. Übersetzt von August Horneffer (= Kröners Taschenausgabe. Band 224). Kröner, Stuttgart 1955. 2. Auflage, ebenda 1959. 3. Auflage, ebenda 1963. 4. Auflage, ebenda 1971.
- mit Dietz Otto Edzard: Götter und Mythen im Vorderen Orient (= Wörterbuch der Mythologie. Abteilung 1: Die alten Kulturvölker. Band 1). Klett-Cotta, Stuttgart 1965. 2. Auflage, ebenda 1983, ISBN 3-12-909810-0.
- mit Jonas Balys: Götter und Mythen im Alten Europa (= Wörterbuch der Mythologie. Abteilung 1: Die alten Kulturvölker. Band 2). Klett-Cotta, Stuttgart 1973, ISBN 3-12-909820-8.
- mit Heinz Bechert: Götter und Mythen des indischen Subkontinents (= Wörterbuch der Mythologie. Abteilung 1: Die alten Kulturvölker. Band 5). Klett-Cotta, Stuttgart 1984, ISBN 3-12-909850-X.
- mit Carsten Colpe: Götter und Mythen der kaukasischen und iranischen Völker (= Wörterbuch der Mythologie. Abteilung 1: Die alten Kulturvölker. Band 4). Klett-Cotta, Stuttgart 1986, ISBN 3-12-909840-2.

als Verfasser
- Theophylakts Exkurs über die skythischen Völker. In: Byzantion, Band 23, 1954, S. 275–462.
- mit Franz Altheim: Die Hunnen in Osteuropa. Ein Forschungsbericht. Verlag für Kunst und Wissenschaft, Baden-Baden 1958.
- Kulturgeschichte von Byzanz (= Kröners Taschenausgabe. Band 211). Kröner, Stuttgart 1959. 2. Auflage, ebenda 1966.
  - Italienische Übersetzung: Storia e cultura di Bisanzio. Übersetzt von Maria Attardo Magrini. Il Saggiatore, Mailand 1964.
  - Polnische Übersetzung: Historia kultury bizantyńskiej. Übersetzt von Tadeusz Zabłudowski. Państwowy Instytut wydawniczy, Warschau 1969. 2. Auflage, ebenda 1980.
  - Französische Übersetzung: Histoire de la civilisation byzantine. Übersetzt von Jean Décarreaux. Tallandier, Paris 1971.
  - Englische Übersetzung: A History of Byzantine civilization. Übersetzt von J. M. Hussey. Thames and Hudson, London 1971.
- Byzantinische Geschichte. Kohlhammer, Stuttgart 1969.
- Die Geschichte Zentralasiens und der Seidenstraße in vorislamischer Zeit (= Grundzüge. Band 49). Wissenschaftliche Buchgesellschaft, Darmstadt 1983, ISBN 3-534-07869-1. 2. Auflage außerhalb der Reihe „Grundzüge“, ebenda 1992. Reprint, ebenda 2005, ISBN 978-3-534-19185-7.
- Die Geschichte Zentralasiens und der Seidenstraße in islamischer Zeit (= Grundzüge. Band 73). Wissenschaftliche Buchgesellschaft, Darmstadt 1988, ISBN 3-534-09271-6. 2. Auflage außerhalb der Reihe „Grundzüge“, ebenda 1994. Reprint, ebenda 2005, ISBN 978-3-534-18992-2.
- Archäologie und Kunst der Seidenstrasse. Wissenschaftliche Buchgesellschaft, Darmstadt 1992, ISBN 3-534-09072-1.